# Морроне, Стефано
Сте́фано Морро́не (итал. Stefano Morrone; 26 октября 1978, Козенца) — итальянский футболист, центральный полузащитник. Ныне — тренер.

## Карьера

### Игровая

#### Клубная
Стефано Морроне начал свою карьеру в клубе «Козенца», в составе которой дебютировал в Серии С1 в сезоне 1996/97. В следующем сезоне клуб уже играл в Серии В, но снова вылетел в третий дивизион. В 1998 году по половине контракта Морроне выкупили «Эмполи» и «Лацио». Стефано остался в «Эмполи», где дебютировал 1 ноября 1998 года в матче с «Перуджей» (2:0). Всего за клуб футболист провёл 24 матча. Летом 1999 года он перешёл в «Пьяченцу» как часть сделки по трансферу в «Лацио» Симоне Индзаги. За этот клуб Стефано провёл 32 игры.
В январе 2001 года перешёл в «Венецию», но уже через один календарный год был отдан в аренду «Козенце». После покупкой Маурицио Дзампарини, бывшего хозяина «Венеции», «Палермо», он перевёл часть игроков из бывшей команды в нынешнюю, в числе которых был Морроне. Летом 2003 года Стефано был арендован «Кьево», за который сыграл 20 встреч. Вернувшись в «Палермо», футболист сыграл за клуб ещё один сезон, в течение которого провёл 20 матчей, в большей части из них либо бывал заменён, либо выходил на замену. В июне 2005 года Морроне перешёл в «Ливорно». Там полузащитник отыграл два сезона, проведя 72 игры и забив 7 голов.
12 июля 2007 года футболист перешёл в «Парму», обменявшую футболиста на Альфонсо Де Лучию. Контракт с клубом был подписан на 4 года. В первом сезоне он забил 3 гола и один автогол. Также он стал участником неприятного эпизода, за который позже извинился: после замены Кристиано Лукарелли Морроне накричал на главного тренера команды Эктора Купера. По окончании сезона клуб вместе с ним в составе вылетел в Серию В, впервые за 18 лет. На следующий год «Парма» вернулась в высший итальянский дивизион, а Морроне получил капитанскую повязку, унаследованную у Кристиано Лукарелли. В сезоне 2009/10 футболист провёл на поле 31 матч, часть встреч пропустив из-за травмы. В пятом туре чемпионата Италии 2010/11 с «Фиорентиной» Морроне был оскорблён главным арбитром встречи Андреа Ромео, который назвал Стефано «дерьмовым капитаном».

#### Международная
Морроне играл за молодёжную сборную Италии, где дебютировал 9 февраля 1999 года в матче с Турцией (1:1). В 2000 году участвовал в квалификации к молодёжному чемпионату Европы, но на сам турнир не поехал.
В августе 2006 года новый главный тренер сборной Италии Роберто Донадони вызвал Стефано в состав команды. 16 августа он был в запасе товарищеского матча с Хорватией и на поле не вышел.

### Тренерская
22 ноября 2016 года назначен исполняющим обязанности главного тренера «Пармы» после увольнения Луиджи Аполлони. 3 декабря 2016 года новым тренером жёлто-синих был назначен Роберто Д’Аверса.